# Europapokal der Landesmeister (Handball) der Frauen 1976/77
Am Europapokal der Landesmeister 1976/77 nahmen 19 Handball-Vereinsmannschaften aus 19 Ländern teil. Diese qualifizierten sich in der vorangegangenen Saison in ihren Heimatländern für den Europapokal. Bei der 16. Austragung des Wettbewerbs konnte Spartak Kiew zum sechsten Mal den Pokal gewinnen.

## 1. Runde
|                     | Gesamt |                      | Hinspiel | Rückspiel |
| ------------------- | ------ | -------------------- | -------- | --------- |
| AZS Wrocław         | 26:43  | Spartak Kiew         | 15:18    | 11:25     |
| TJ Štart Bratislava | 32:21  | TuS Eintracht Minden | 18:80    | 14:13     |
| ZSKA Sofia          | 36:15  | Hapoel Rehovot       | 19:80    | 17:70     |

Durch ein Freilos zogen Medina Saragossa, SC Leipzig, Union Admira Landhaus Wien, Universitatea Timişoara, Paris Université Club, Frederiksberg IF Kopenhagen, Fram Reykjavík, LC Brühl Handball St. Gallen, Idem Hellas Den Haag, Stockholmspolisens IF, IL Vestar Oslo, Vasas Budapest und Titelverteidiger RK Radnički Belgrad direkt in das Achtelfinale ein.

## Achtelfinale
|                              | Gesamt |                       | Hinspiel | Rückspiel |
| ---------------------------- | ------ | --------------------- | -------- | --------- |
| Medina Saragossa             | 19:67  | SC Leipzig            | 11:32    | 08:35     |
| Union Admira Landhaus Wien   | 22:41  | TJ Štart Bratislava   | 10:19    | 12:22     |
| Universitatea Timişoara      | 33:20  | Paris Université Club | 20:90    | 13:11     |
| Frederiksberg IF Kopenhagen  | 20:37  | Spartak Kiew          | 13:13    | 07:24     |
| RK Radnički Belgrad          | 48:17  | Fram Reykjavík        | 26:70    | 22:10     |
| LC Brühl Handball St. Gallen | 22:29  | Idem Hellas Den Haag  | 12:12    | 10:17     |
| Stockholmspolisens IF        | 21:22  | IL Vestar Oslo        | 14:10    | 07:12     |
| ZSKA Sofia                   | 26:32  | Vasas Budapest        | 14:17    | 12:15     |

## Viertelfinale
|                     | Gesamt |                         | Hinspiel | Rückspiel |
| ------------------- | ------ | ----------------------- | -------- | --------- |
| RK Radnički Belgrad | 30:21  | Universitatea Timişoara | 18:11    | 12:10     |
| Vasas Budapest      | 21:23  | Spartak Kiew            | 13:10    | 08:13     |
| SC Leipzig          | 30:23  | TJ Štart Bratislava     | 17:14    | 13:90     |
| IL Vestar Oslo      | 28:15  | Idem Hellas Den Haag    | 12:80    | 16:70     |

## Halbfinale
|                     | Gesamt |                | Hinspiel | Rückspiel |
| ------------------- | ------ | -------------- | -------- | --------- |
| SC Leipzig          | 30:16  | IL Vestar Oslo | 17:80    | 13:80     |
| RK Radnički Belgrad | 29:32  | Spartak Kiew   | 16:17    | 13:15     |

## Finale
Das Finale fand am 30. April 1977 in Kiew statt.
|              | Ergebnis |            |
| ------------ | -------- | ---------- |
| Spartak Kiew | 15:70    | SC Leipzig |

| Spartak Kiew | Spartak Kiew | SC Leipzig | SC Leipzig |
| | Samstag, 30. April 1977 in Kiew Ergebnis: 15:7 (8:2) Zuschauer: 3.000 Schiedsrichter: Slatkin, Korec ( Tschechoslowakei)                                                                                        |            |            |
| Natalija Tymoschkina – Marija Litoschenko, Ljudmyla Pantschuk, Sinajida Turtschyna , Tetjana Hluschtschenko, Ljudmila Borbus, Tatjana Makarez, Laryssa Karlowa, Kogut, Irina Paltschikowa, Olga Subarewa Trainer: Ihor Turtschyn | Hannelore Zober, Renate Rudolph – Steffi Wegner, Christina Rost, Waltraud Kretzschmar, Barbara Helbig, Petra Uhlig, Beate Kühn, Vera Schneider, Eva Lühmann, Annett Mühlberg, Stefanowski Trainer: Klaus Franke |            |            |
| Turtschyna (7) Makarez (4) Hluschtschenko (3) Karlowa (1) | Kretzschmar (2) Uhlig (2) Wegner (1) Kühn (1) Lühmann (1) |            |            |